# Unicodeblock Altpermisch
Der Unicodeblock Altpermisch (engl. Old Permic, U+10350 bis U+1037F) enthält die Zeichen der altpermischen Schrift.

## Liste
| Unicodenummer   | Zeichen (400 %) | Kategorie                               | Bidirektionale Klasse       | Offizielle Bezeichnung            | Beschreibung                            |
| --------------- | --------------- | --------------------------------------- | --------------------------- | --------------------------------- | --------------------------------------- |
| U+10350 (66384) | 𐍐               | anderer Buchstabe, Silbe oder Ideogramm | links nach rechts           | OLD PERMIC LETTER AN              | Altpermischer Buchstabe An              |
| U+10351 (66385) | 𐍑               | anderer Buchstabe, Silbe oder Ideogramm | links nach rechts           | OLD PERMIC LETTER BUR             | Altpermischer Buchstabe Bur             |
| U+10352 (66386) | 𐍒               | anderer Buchstabe, Silbe oder Ideogramm | links nach rechts           | OLD PERMIC LETTER GAI             | Altpermischer Buchstabe Gai             |
| U+10353 (66387) | 𐍓               | anderer Buchstabe, Silbe oder Ideogramm | links nach rechts           | OLD PERMIC LETTER DOI             | Altpermischer Buchstabe Doi             |
| U+10354 (66388) | 𐍔               | anderer Buchstabe, Silbe oder Ideogramm | links nach rechts           | OLD PERMIC LETTER E               | Altpermischer Buchstabe E               |
| U+10355 (66389) | 𐍕               | anderer Buchstabe, Silbe oder Ideogramm | links nach rechts           | OLD PERMIC LETTER ZHOI            | Altpermischer Buchstabe Zhoi            |
| U+10356 (66390) | 𐍖               | anderer Buchstabe, Silbe oder Ideogramm | links nach rechts           | OLD PERMIC LETTER DZHOI           | Altpermischer Buchstabe Dzhoi           |
| U+10357 (66391) | 𐍗               | anderer Buchstabe, Silbe oder Ideogramm | links nach rechts           | OLD PERMIC LETTER ZATA            | Altpermischer Buchstabe Zata            |
| U+10358 (66392) | 𐍘               | anderer Buchstabe, Silbe oder Ideogramm | links nach rechts           | OLD PERMIC LETTER DZITA           | Altpermischer Buchstabe Dzita           |
| U+10359 (66393) | 𐍙               | anderer Buchstabe, Silbe oder Ideogramm | links nach rechts           | OLD PERMIC LETTER I               | Altpermischer Buchstabe I               |
| U+1035A (66394) | 𐍚               | anderer Buchstabe, Silbe oder Ideogramm | links nach rechts           | OLD PERMIC LETTER KOKE            | Altpermischer Buchstabe Koke            |
| U+1035B (66395) | 𐍛               | anderer Buchstabe, Silbe oder Ideogramm | links nach rechts           | OLD PERMIC LETTER LEI             | Altpermischer Buchstabe Lei             |
| U+1035C (66396) | 𐍜               | anderer Buchstabe, Silbe oder Ideogramm | links nach rechts           | OLD PERMIC LETTER MENOE           | Altpermischer Buchstabe Menoe           |
| U+1035D (66397) | 𐍝               | anderer Buchstabe, Silbe oder Ideogramm | links nach rechts           | OLD PERMIC LETTER NENOE           | Altpermischer Buchstabe Nenoe           |
| U+1035E (66398) | 𐍞               | anderer Buchstabe, Silbe oder Ideogramm | links nach rechts           | OLD PERMIC LETTER VOOI            | Altpermischer Buchstabe Vooi            |
| U+1035F (66399) | 𐍟               | anderer Buchstabe, Silbe oder Ideogramm | links nach rechts           | OLD PERMIC LETTER PEEI            | Altpermischer Buchstabe Peei            |
| U+10360 (66400) | 𐍠               | anderer Buchstabe, Silbe oder Ideogramm | links nach rechts           | OLD PERMIC LETTER REI             | Altpermischer Buchstabe Rei             |
| U+10361 (66401) | 𐍡               | anderer Buchstabe, Silbe oder Ideogramm | links nach rechts           | OLD PERMIC LETTER SII             | Altpermischer Buchstabe Sii             |
| U+10362 (66402) | 𐍢               | anderer Buchstabe, Silbe oder Ideogramm | links nach rechts           | OLD PERMIC LETTER TAI             | Altpermischer Buchstabe Tai             |
| U+10363 (66403) | 𐍣               | anderer Buchstabe, Silbe oder Ideogramm | links nach rechts           | OLD PERMIC LETTER U               | Altpermischer Buchstabe U               |
| U+10364 (66404) | 𐍤               | anderer Buchstabe, Silbe oder Ideogramm | links nach rechts           | OLD PERMIC LETTER CHERY           | Altpermischer Buchstabe Chery           |
| U+10365 (66405) | 𐍥               | anderer Buchstabe, Silbe oder Ideogramm | links nach rechts           | OLD PERMIC LETTER SHOOI           | Altpermischer Buchstabe Shooi           |
| U+10366 (66406) | 𐍦               | anderer Buchstabe, Silbe oder Ideogramm | links nach rechts           | OLD PERMIC LETTER SHCHOO          | Altpermischer Buchstabe Shchoo          |
| U+10367 (66407) | 𐍧               | anderer Buchstabe, Silbe oder Ideogramm | links nach rechts           | OLD PERMIC LETTER YRY             | Altpermischer Buchstabe Yry             |
| U+10368 (66408) | 𐍨               | anderer Buchstabe, Silbe oder Ideogramm | links nach rechts           | OLD PERMIC LETTER YERU            | Altpermischer Buchstabe Yeru            |
| U+10369 (66409) | 𐍩               | anderer Buchstabe, Silbe oder Ideogramm | links nach rechts           | OLD PERMIC LETTER O               | Altpermischer Buchstabe O               |
| U+1036A (66410) | 𐍪               | anderer Buchstabe, Silbe oder Ideogramm | links nach rechts           | OLD PERMIC LETTER OO              | Altpermischer Buchstabe Oo              |
| U+1036B (66411) | 𐍫               | anderer Buchstabe, Silbe oder Ideogramm | links nach rechts           | OLD PERMIC LETTER EF              | Altpermischer Buchstabe Ef              |
| U+1036C (66412) | 𐍬               | anderer Buchstabe, Silbe oder Ideogramm | links nach rechts           | OLD PERMIC LETTER HA              | Altpermischer Buchstabe Ha              |
| U+1036D (66413) | 𐍭               | anderer Buchstabe, Silbe oder Ideogramm | links nach rechts           | OLD PERMIC LETTER TSIU            | Altpermischer Buchstabe Tsiu            |
| U+1036E (66414) | 𐍮               | anderer Buchstabe, Silbe oder Ideogramm | links nach rechts           | OLD PERMIC LETTER VER             | Altpermischer Buchstabe Ver             |
| U+1036F (66415) | 𐍯               | anderer Buchstabe, Silbe oder Ideogramm | links nach rechts           | OLD PERMIC LETTER YER             | Altpermischer Buchstabe Yer             |
| U+10370 (66416) | 𐍰               | anderer Buchstabe, Silbe oder Ideogramm | links nach rechts           | OLD PERMIC LETTER YERI            | Altpermischer Buchstabe Yeri            |
| U+10371 (66417) | 𐍱               | anderer Buchstabe, Silbe oder Ideogramm | links nach rechts           | OLD PERMIC LETTER YAT             | Altpermischer Buchstabe Yat             |
| U+10372 (66418) | 𐍲               | anderer Buchstabe, Silbe oder Ideogramm | links nach rechts           | OLD PERMIC LETTER IE              | Altpermischer Buchstabe Ie              |
| U+10373 (66419) | 𐍳               | anderer Buchstabe, Silbe oder Ideogramm | links nach rechts           | OLD PERMIC LETTER YU              | Altpermischer Buchstabe Yu              |
| U+10374 (66420) | 𐍴               | anderer Buchstabe, Silbe oder Ideogramm | links nach rechts           | OLD PERMIC LETTER YA              | Altpermischer Buchstabe Ya              |
| U+10375 (66421) | 𐍵               | anderer Buchstabe, Silbe oder Ideogramm | links nach rechts           | OLD PERMIC LETTER IA              | Altpermischer Buchstabe Ia              |
| U+10376 (66422) | 𐍶                | Markierung ohne Extrabreite             | Markierung ohne Extrabreite | COMBINING OLD PERMIC LETTER AN    | Altpermisches Kombinationszeichen An    |
| U+10377 (66423) | 𐍷                | Markierung ohne Extrabreite             | Markierung ohne Extrabreite | COMBINING OLD PERMIC LETTER DOI   | Altpermisches Kombinationszeichen Doi   |
| U+10378 (66424) | 𐍸                | Markierung ohne Extrabreite             | Markierung ohne Extrabreite | COMBINING OLD PERMIC LETTER ZATA  | Altpermisches Kombinationszeichen Zata  |
| U+10379 (66425) | 𐍹                | Markierung ohne Extrabreite             | Markierung ohne Extrabreite | COMBINING OLD PERMIC LETTER NENOE | Altpermisches Kombinationszeichen Nenoe |
| U+1037A (66426) | 𐍺                | Markierung ohne Extrabreite             | Markierung ohne Extrabreite | COMBINING OLD PERMIC LETTER SII   | Altpermisches Kombinationszeichen Sii   |